# Fujifilm X-E2
Fujifilm X-E1 Fujifilm X-E2S
Le Fujifilm X-E2 est un appareil photographique hybride de style compact annoncé par Fujifilm le 6 octobre 2013. Il est équipé d'une monture Fujifilm X et remplace le Fujifilm X-E1.
Il est remplacé par le Fujifilm X-E2s, une évolution mineure du X-E2, annoncé le 15 janvier 2016.